# Shikohabad
Shikohabad é uma cidade  no distrito de Firozabad, no estado indiano de Uttar Pradesh.

## Geografia
Shikohabad está localizada a 27° 06′ N, 78° 36′ L. Tem uma altitude média de 163 metros (534 pés).

## Demografia
Segundo o censo de 2001, Shikohabad tinha uma população de 88,075 habitantes. Os indivíduos do sexo masculino constituem 53% da população e os do sexo feminino 47%. Shikohabad tem uma taxa de literacia de 65%, superior à média nacional de 59.5%: a literacia no sexo masculino é de 71% e no sexo feminino é de 58%. Em Shikohabad, 15% da população está abaixo dos 6 anos de idade.